# Eriospermum calcareum
Eriospermum calcareum är en sparrisväxtart som beskrevs av Pauline Lesley Perry. Eriospermum calcareum ingår i släktet Eriospermum och familjen sparrisväxter. Inga underarter finns listade i Catalogue of Life.